# Антонівська сільська рада (Вільнянський район)
| Антонівська сільська рада — сільська рада на сході Вільнянського району Запорізької області з адміністративним центром у селі Антонівка. Історична дата утворення: в 1970 році. Площа території — 6,7987 тис. га, кількість населення — 916 чол. Водоймища на території, підпорядкованій даній раді: р.Солона. Сільській раді підпорядковані населені пункти: - с. Антонівка - с. Володимирівка - с. Зелений Гай - с. Колос - с. Новомиргородка - с. Геленджик |

## Склад ради
Рада складається з 15 депутатів та голови. 

### Керівний склад ради
| ПІБ                        | Основні відомості                                                                  | Дата обрання | Дата звільнення |
| -------------------------- | ---------------------------------------------------------------------------------- | ------------ | --------------- |
| Сергієнко Юрій Петрович    | Сільський голова, 1967 року народження, освіта, член Соціалістичної партії України | 26.03.2006   | 31.10.2010      |
| Кучеренко Надія Миколаївна | Сільський голова, 1957 року народження, освіта середня спеціальна                  | 31.10.2010   |                 |

Примітка: таблиця складена за даними джерела